# Tammo rufus
Tammo rufus är en tvåvingeart som först beskrevs av Camras 1955.  Tammo rufus ingår i släktet Tammo och familjen stekelflugor.
Artens utbredningsområde är Kenya. Inga underarter finns listade i Catalogue of Life.